# Saint-Sauvant
|  | Per a altres significats, vegeu «Saint-Sauvant (Viena)». |

Saint-Sauvant és un municipi francès al departament de la Charanta Marítima i a la regió de Nova Aquitània. L'any 2007 tenia 514 habitants.

## Demografia

### Població
El 2007 la població de fet de Saint-Sauvant era de 514 persones. Hi havia 234 famílies de les quals 72 eren unipersonals (36 homes vivint sols i 36 dones vivint soles), 73 parelles sense fills, 73 parelles amb fills i 16 famílies monoparentals amb fills.
La població ha evolucionat segons el següent gràfic:

### Habitatges
El 2007 hi havia 283 habitatges, 229 eren l'habitatge principal de la família, 43 eren segones residències i 10 estaven desocupats. 262 eren cases i 20 eren apartaments. Dels 229 habitatges principals, 163 estaven ocupats pels seus propietaris, 62 estaven llogats i ocupats pels llogaters i 5 estaven cedits a títol gratuït; 3 tenien una cambra, 10 en tenien dues, 40 en tenien tres, 74 en tenien quatre i 102 en tenien cinc o més. 186 habitatges disposaven pel capbaix d'una plaça de pàrquing. A 102 habitatges hi havia un automòbil i a 103 n'hi havia dos o més.

### Piràmide de població
La piràmide de població per edats i sexe el 2009 era:
| Homes | Edats   | Dones |
| ----- | ------- | ----- |
| 0     | 95 o +  | 0     |
| 4     | 90 a 94 | 0     |
| 4     | 85 a 89 | 0     |
| 4     | 80 a 84 | 12    |
| 16    | 75 a 79 | 4     |
| 12    | 70 a 74 | 12    |
| 12    | 65 a 69 | 24    |
| 16    | 60 a 64 | 20    |
| 16    | 55 a 59 | 16    |
| 16    | 50 a 54 | 8     |
| 16    | 45 a 49 | 32    |
| 20    | 40 a 44 | 16    |
| 16    | 35 a 39 | 20    |
| 32    | 30 a 34 | 12    |
| 8     | 25 a 29 | 16    |
| 4     | 20 a 24 | 16    |
| 20    | 15 a 19 | 16    |
| 24    | 10 a 14 | 12    |
| 24    | 5 a 9   | 12    |
| 12    | 0 a 4   | 12    |

## Economia
El 2007 la població en edat de treballar era de 322 persones, 249 eren actives i 73 eren inactives. De les 249 persones actives 222 estaven ocupades (120 homes i 102 dones) i 27 estaven aturades (15 homes i 12 dones). De les 73 persones inactives 28 estaven jubilades, 23 estaven estudiant i 22 estaven classificades com a «altres inactius».

### Ingressos
El 2009 a Saint-Sauvant hi havia 238 unitats fiscals que integraven 518 persones, la mediana anual d'ingressos fiscals per persona era de 18.398 €.

### Activitats econòmiques
Dels 24 establiments que hi havia el 2007, 1 era d'una empresa alimentària, 2 d'empreses de construcció, 10 d'empreses de comerç i reparació d'automòbils, 2 d'empreses d'hostatgeria i restauració, 5 d'empreses de serveis, 3 d'entitats de l'administració pública i 1 d'una empresa classificada com a «altres activitats de serveis».
Dels 5 establiments de servei als particulars que hi havia el 2009, 2 eren tallers de reparació d'automòbils i de material agrícola, 1 paleta, 1 fusteria i 1 perruqueria.
Dels 2 establiments comercials que hi havia el 2009, 1 era una botiga de menys de 120 m² i 1 una carnisseria.
L'any 2000 a Saint-Sauvant hi havia 12 explotacions agrícoles que ocupaven un total de 312 hectàrees.

## Equipaments sanitaris i escolars
El 2009 hi havia una escola elemental integrada dins d'un grup escolar amb les comunes properes formant una escola dispersa.

## Poblacions properes
El següent diagrama mostra les poblacions més properes.